# Iglesia de Santa María de los Caballeros (Salamanca)
La iglesia de Santa María de los Caballeros, en Salamanca, es un edificio religioso del siglo XVI. Propiedad de la Diócesis de Salamanca desde 2010 se encuentra cedido a la Iglesia Ortodoxa Rumana, albergando la parroquia del Jerarca San Basilio el Grande.

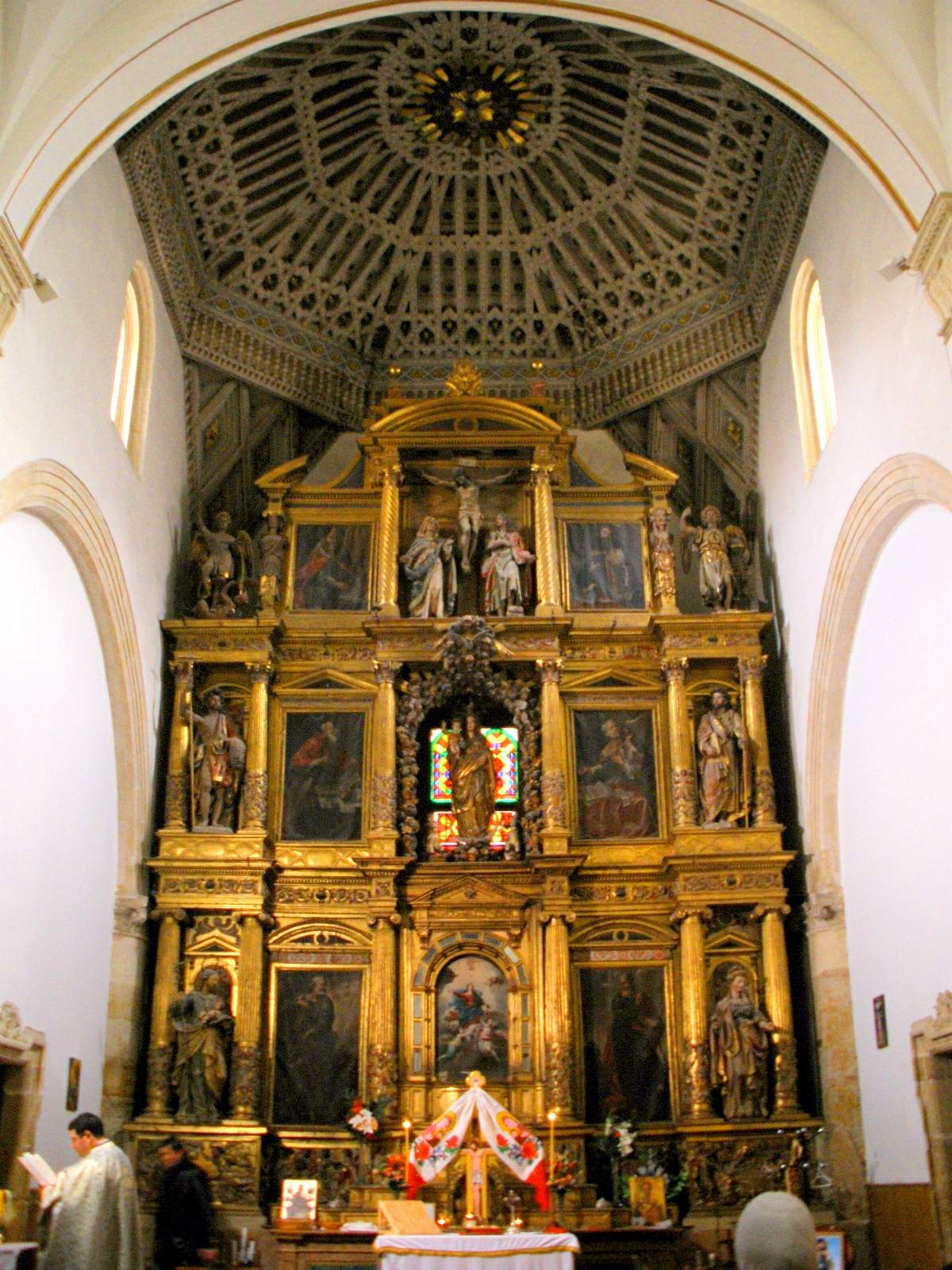
Interior de la iglesia adaptado al rito ortodoxo.

La iglesia se fundó en 1214 bajo la advocación de Santa María la Nueva, cambiando en el siglo XIV por la de Santa María de los Caballeros, vinculada con la población de Villavieja de Yeltes.
La estructura actual del edificio es fruto de la remodelación de 1581. En el interior encontramos tres naves separadas por cuatro arcos semicirculares sobre columnas con capiteles corintios. La nave central está cubierta por bóvedas de arista y el presbiterio está por un  artesonado de madera. El retablo data de mediados del siglo XVI con imágenes de la Virgen de los Caballeros, Santa Lucía, Santiago y San José.
El exterior del edificio cuenta con una portada renacentista coronada por una hornacina con la Inmaculada flanqueada por dos escudos. En la cabecera del templo destaca una ventana camarín barroca proyectada por Francisco Pérez Estrada en 1742, que se corresponde con el espacio ocupado por la imagen de la Virgen en el retablo mayor.